# Tromp (architectuur)

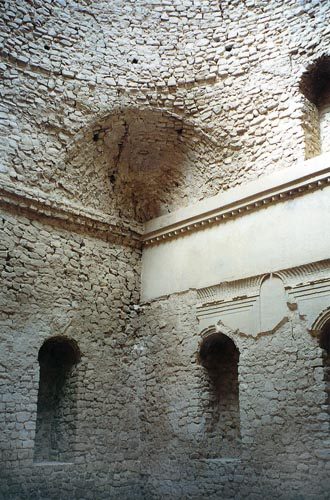
Een tromp, gebruikt in het 3e-eeuwse paleis van Ardashir, Iran

Een tromp is een bouwkundig element dat gebruikt wordt om ondersteuning te geven aan een koepel, die rust op een vierkante of achthoekige onderbouw. De tromp is noodzakelijk om de koepel te kunnen laten rusten op de vierkante onderbouw, want zonder tromp zouden de vier muren uit elkaar worden gedrukt.
Een latere oplossing voor dit bouwkundig probleem is de pendentief.
De tromp heeft zijn oorsprong in het Midden-Oosten, waarschijnlijk in Iran. Het werd gebruikt in zowel de vroegchristelijke als de islamitische bouwkunst. In Iran werd een tromp vaak afgedekt met muqarnas.